# Håksberg
Håksberg är en tätort i Ludvika kommun, omkring fem kilometer norr om Ludvika. 

## Historia

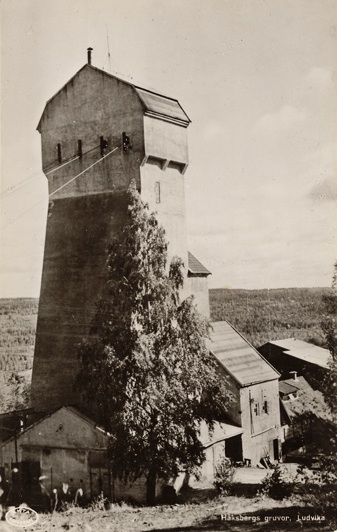
Laven från 1918.

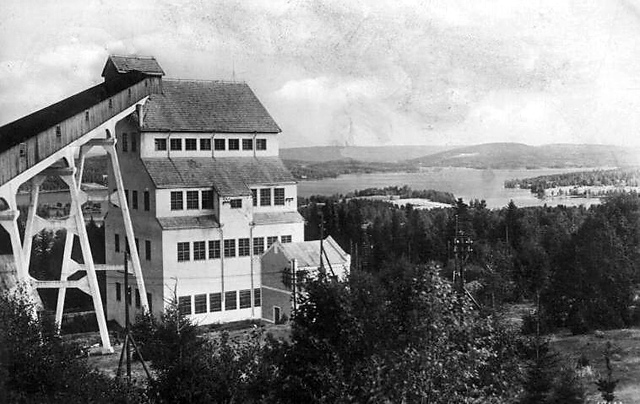
Det äldre anrikningsverket som det såg ut innan om- och till-byggnaden på 1950-talet.

Orten är uppbyggd kring gruvverksamheten som varade från början av 1700-talet fram till 1979. Håksbergs gruvor var en av de största av de gruvor i Västerbergslagen som efter 1937 ägdes helt av tyska Lekombergsgruppen.
Från 1700-talets början och ett par hundra år framåt bröts järnmalm i ett stort gruvområde i Håksberg. Malmfyndigheten ingår i det långsmala Håksbergsfältet som sträcker sig i nord-sydlig riktning ända in under sjön Väsman. Förutom gruvan i Håksberg hämtade bland annat Källbottens, Ickorrbottens och Ivikens gruvor sin malm från denna fyndighet.
Redan före 1740-talet förekom brytning i närheten av dagens centralschakt i Håksberg. Brytningen utfördes för Persbo hyttas behov. Driften av Håksbergs gruvor präglades av perioder med intensiv verksamhet och flera totalstopp. Under åren 1870-1874 skedde en rätt betydlig produktion med viss export av malm. Men redan året efter nedlades all gruvdrift vid Håksberg.
År 1913 förvärvades Norra Håksbergs Gruvaktiebolag av ett österrikiskt företag, Witkowitzer Bergbau und Eisenhüttengesellschaft i Mähren, som bildade Håksbergs Nya Gruv AB. 1918 byggdes ett nytt centralschakt med lave och ett nytt anrikningsverk. Den nya laven uppfördes i betong och var den andra gruvlaven i Sverige som byggdes i detta material. Efter första världskriget uppstod svårigheter med avsättningen för malmen och verksamheten minskade för att helt avstanna den 1 februari 1921. I april 1926 var hela gruvan vattenfylld.

### Gruvan under andra världskriget
Verksamheten kom igång först 1937 när ett tyskt konsortium av järnverk bestående av Hoesch, Kruppkoncernen och Gutehoffnungshütte förvärvade Håksbergs Nya Gruv AB. Därmed blev Håksberg en del av den så kallade Lekombergsgruppen vars direktör var den tyskfödde bergsingenjören Hermann Hennemann. Centralschaktet länspumpades 1938 och malmbrytningen började igen. Malmen exporterades huvudsakligen till Ruhrområdet och användes i Nazitysklands krigsindustri. Håksbergs gruvor hörde under andra världskriget till Tyskgruvorna.

### Avslutande gruvverksamhet
Efter andra världskriget uppstod igen svårigheter med avsättningen och några svenska järnverk började köpa malm från Håksberg. De största kunderna de följande fyra åren var Oxelösund, Hofors och Fagersta. Från och med 1947 exporterades slig till Polen och året därpå även till Tyskland. Håksberg administrerades nu av Flyktkapitalbyrån för att 1950 bli inlöst av AB Statsgruvor. Under 1950- och 1960-talen investerades i nya anläggningar och schakt. Håksbergs gruvor hann ägas av Stora Kopparberg och SSAB innan nedläggningen 1979. Civilingenjören Axel Björkman har ritat några av gruvbyggnaderna.
År 1981 stängdes länspumparna och gruvan vattenfylldes upp till ett 30-tal meter under markytan. Utrustningen i anrikningsverket är till stor del demonterad och själva byggnaden är i dåligt skick.

### Befolkningsutveckling
| Befolkningsutvecklingen i Håksberg 1960–2020 | Befolkningsutvecklingen i Håksberg 1960–2020 | Befolkningsutvecklingen i Håksberg 1960–2020 | Befolkningsutvecklingen i Håksberg 1960–2020 | Befolkningsutvecklingen i Håksberg 1960–2020 |
| -------------------------------------------- | -------------------------------------------- | -------------------------------------------- | -------------------------------------------- | -------------------------------------------- |
|                                              |                                              |                                              |                                              |                                              |
| År                                           |                                              |                                              | Folkmängd                                    | Areal (ha)                                   |
| 1960                                         | 1960                                         |                                              | 1 206                                        |                                              |
| 1965                                         | 1965                                         |                                              | 1 200                                        |                                              |
| 1970                                         | 1970                                         |                                              | 900                                          |                                              |
| 1975                                         | 1975                                         |                                              | 871                                          |                                              |
| 1980                                         | 1980                                         |                                              | 721                                          |                                              |
| 1990                                         | 1990                                         |                                              | 659                                          | 85                                           |
| 1995                                         | 1995                                         |                                              | 446                                          | 86                                           |
| 2000                                         | 2000                                         |                                              | 437                                          | 86                                           |
| 2005                                         | 2005                                         |                                              | 439                                          | 86                                           |
| 2010                                         | 2010                                         |                                              | 458                                          | 86                                           |
| 2015                                         | 2015                                         |                                              | 449                                          | 67                                           |
| 2020                                         | 2020                                         |                                              | 426                                          | 67                                           |
|                                              |                                              |                                              |                                              |                                              |

## Samhället
Efter gruvans nedläggning 1979 har de flesta byggnader fått stå kvar och gruvområdets industriella karaktär har i stort bibehållits. Utrustningen i anrikningsverket är till stor del demonterad och själva byggnaden är i dåligt skick..Den bevarade gruvlaven i Håksberg från 1918 är den äldsta i sitt slag i Sverige som är byggd i betong och har fasader klädda med trapetsprofilerad plåt. Området och byggnaderna är i privat ägo. I gamla gruvkontoret låg Dalarnas länsarkiv fram till 2015 då det flyttades till Ludvika Lasarett och det tidigare huvudkontoret är numera ombyggt till bostäder.

## Nutida bilder

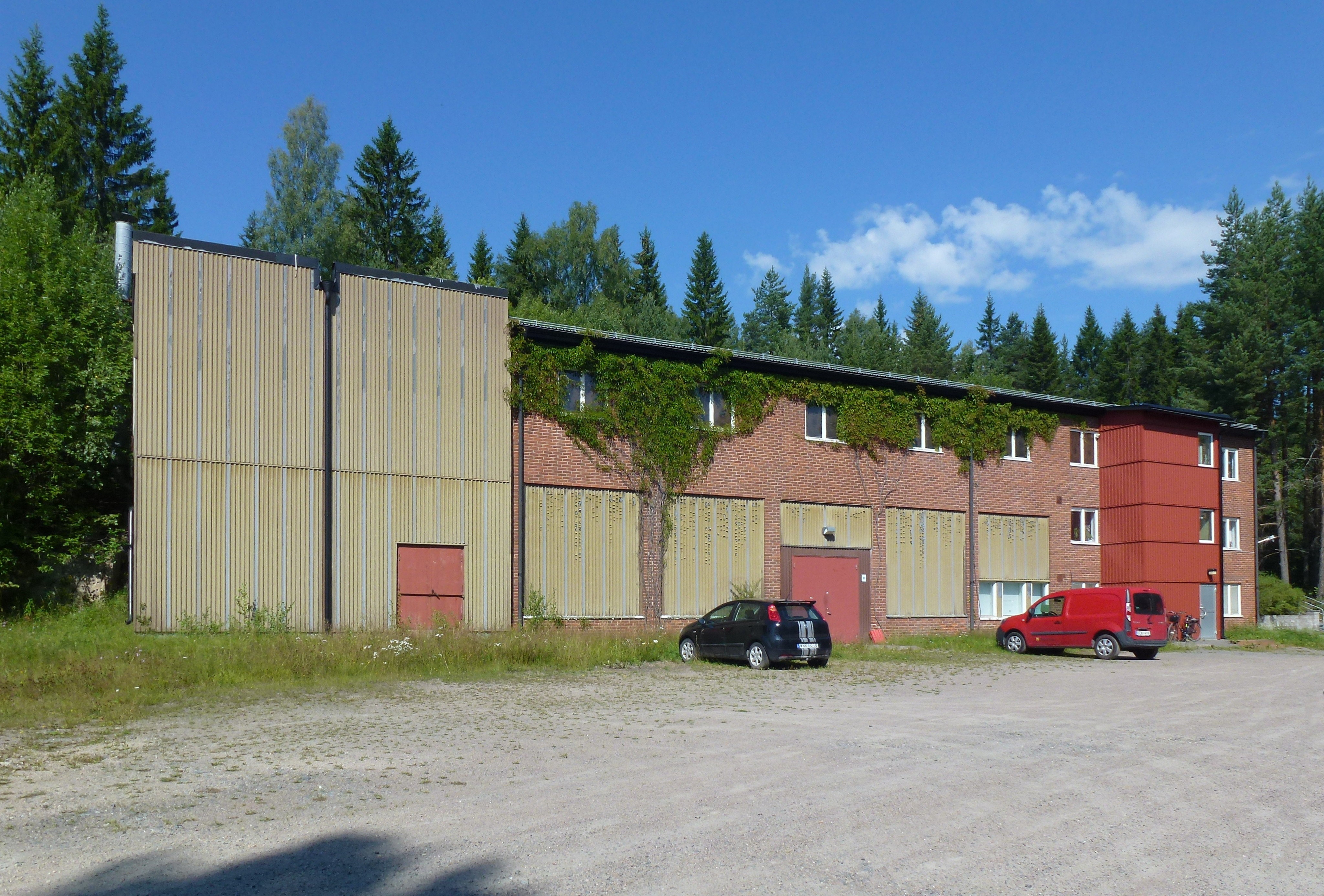
Dalarnas länsarkiv (f.d. gruvkontoret).
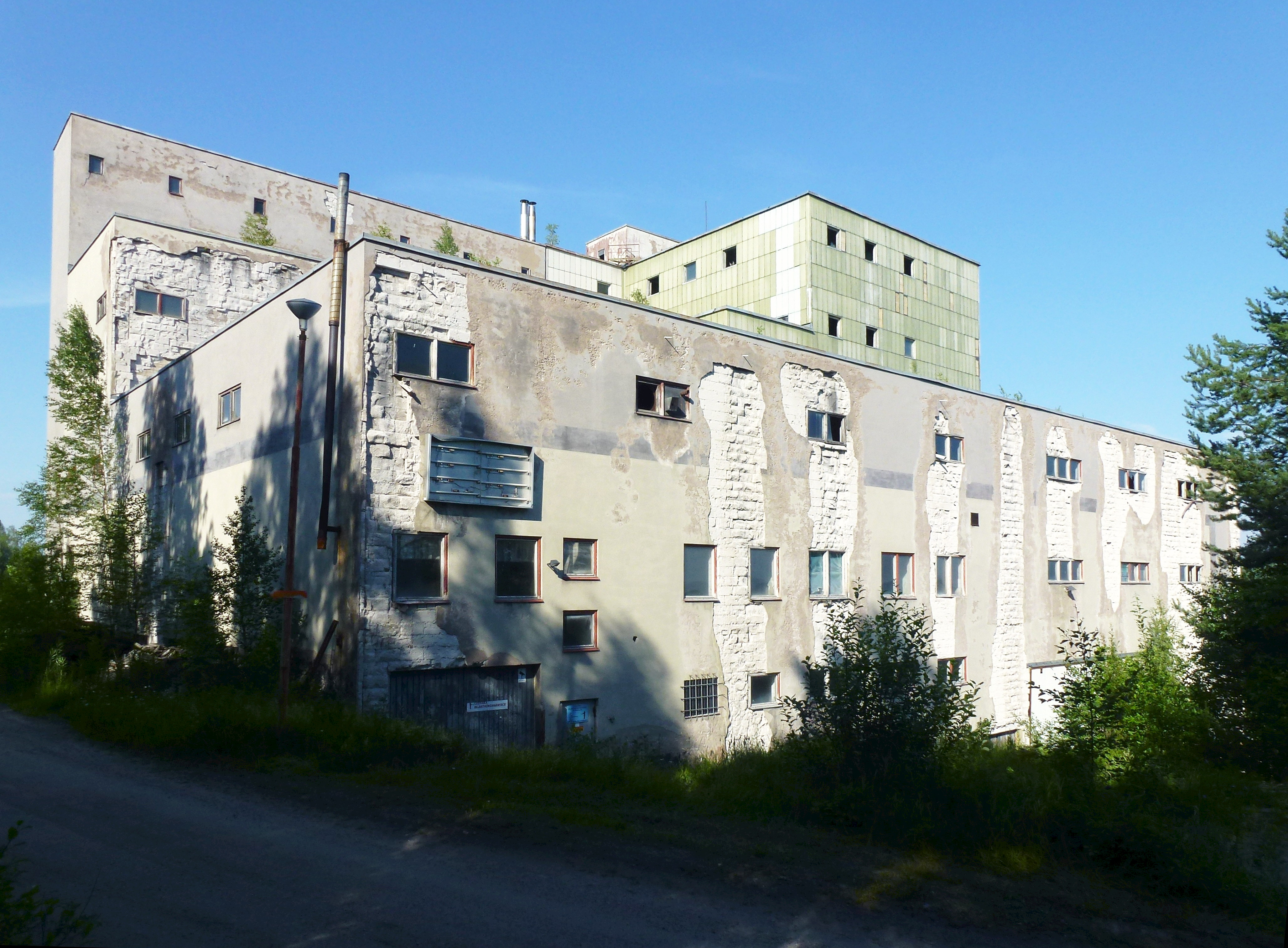
Anrikningsverket.
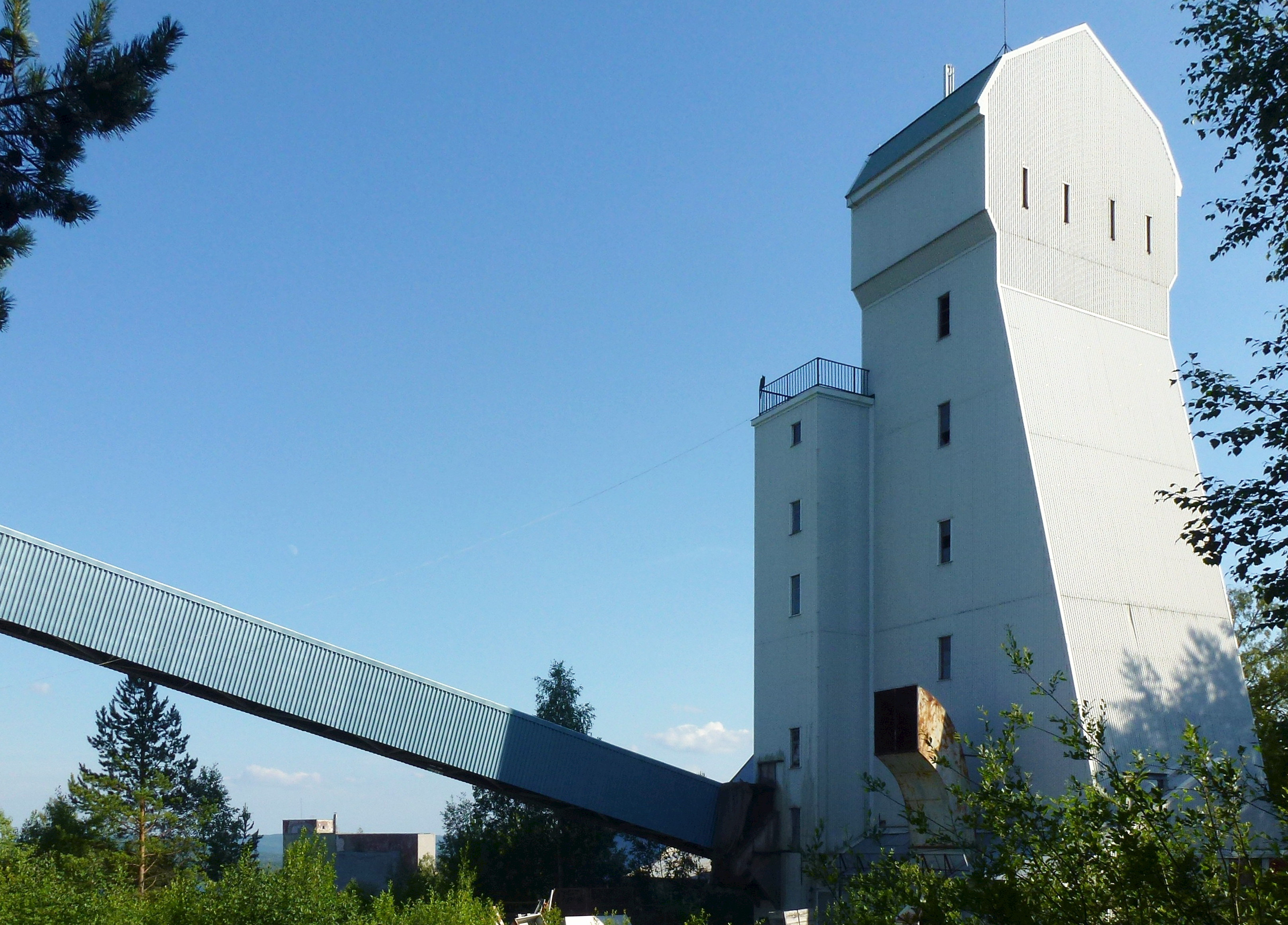
Gruvlaven, centralschaktet.
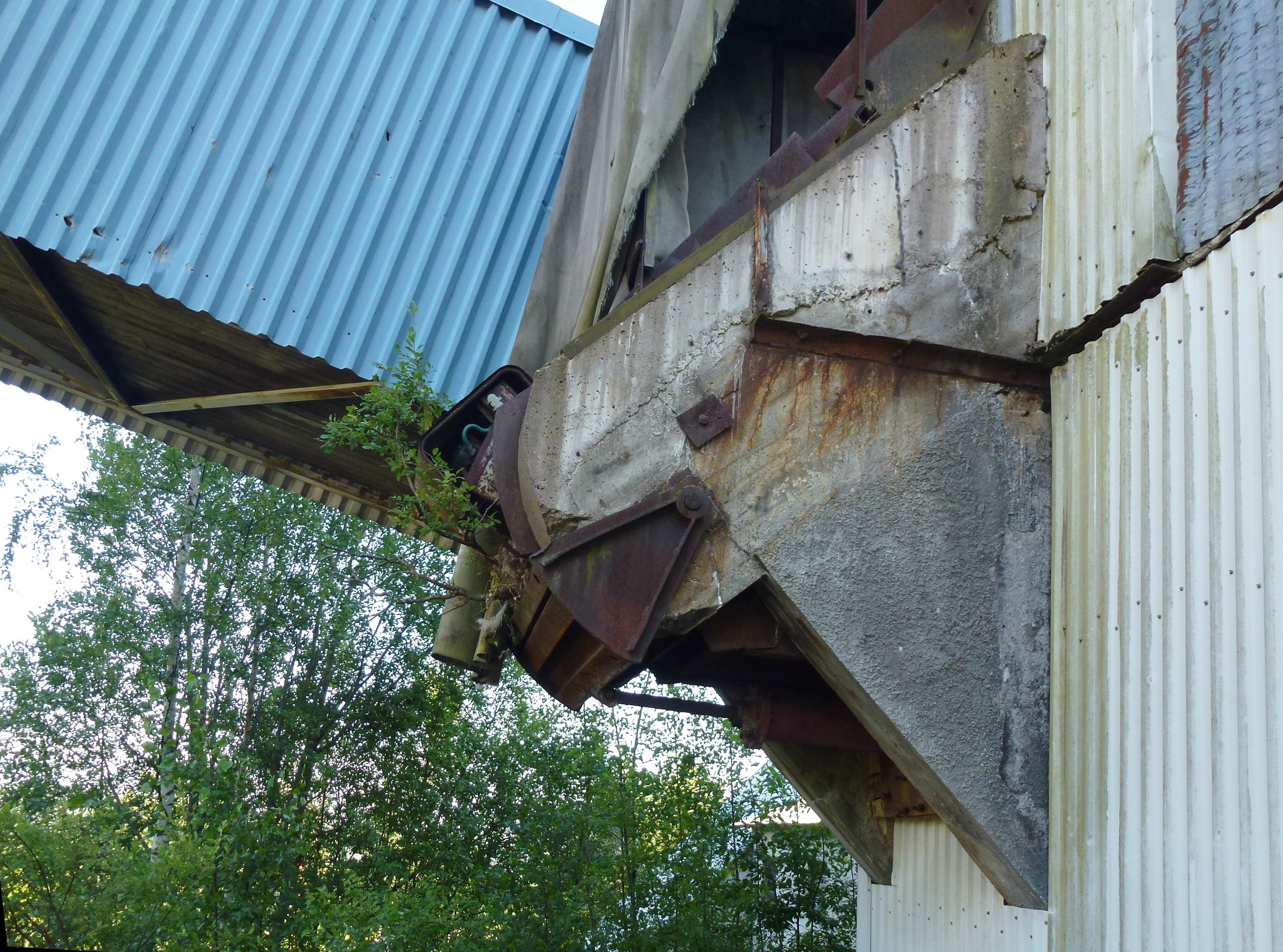
Lavens lastficka.
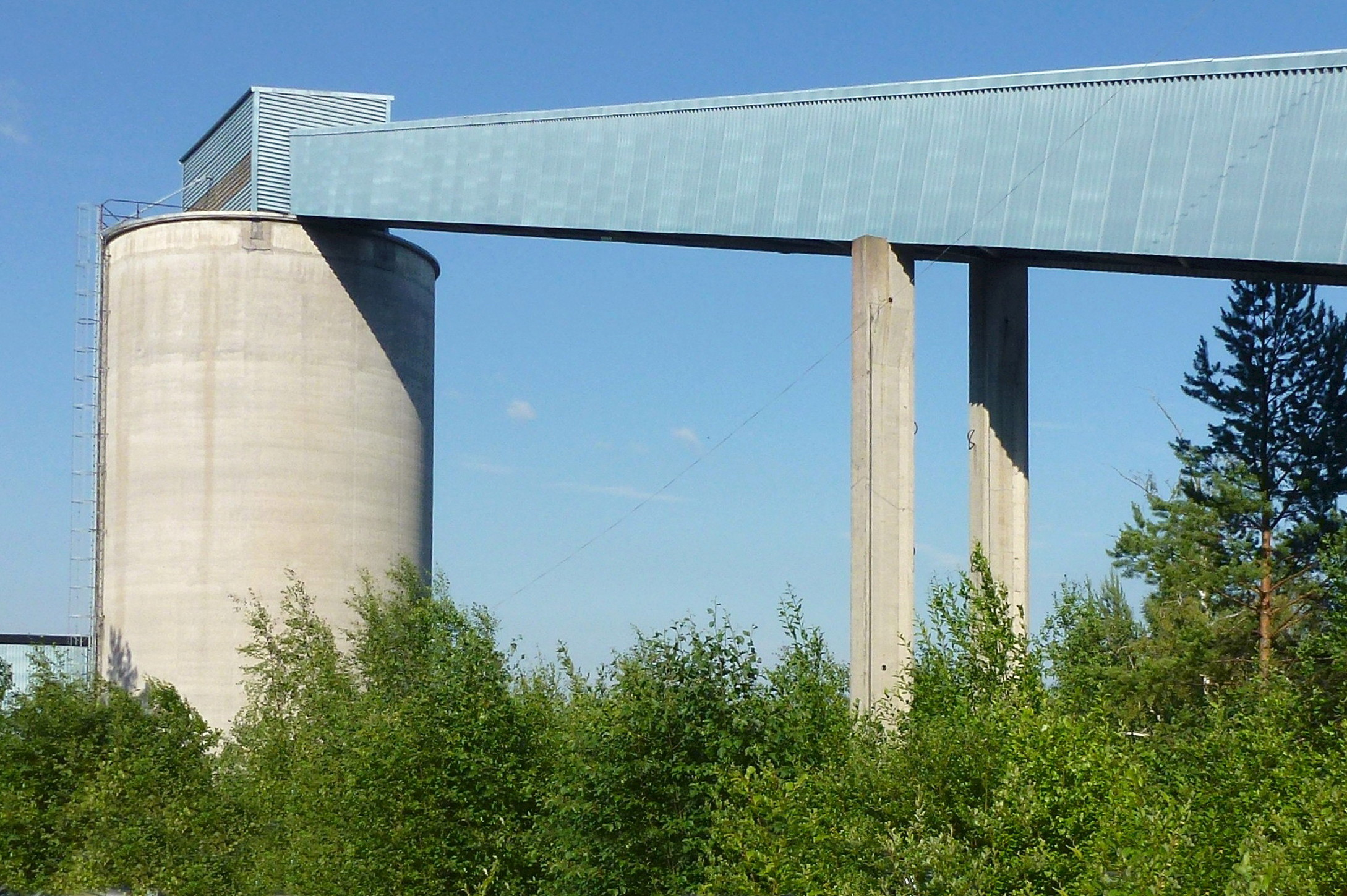
Transportbandet och silo.
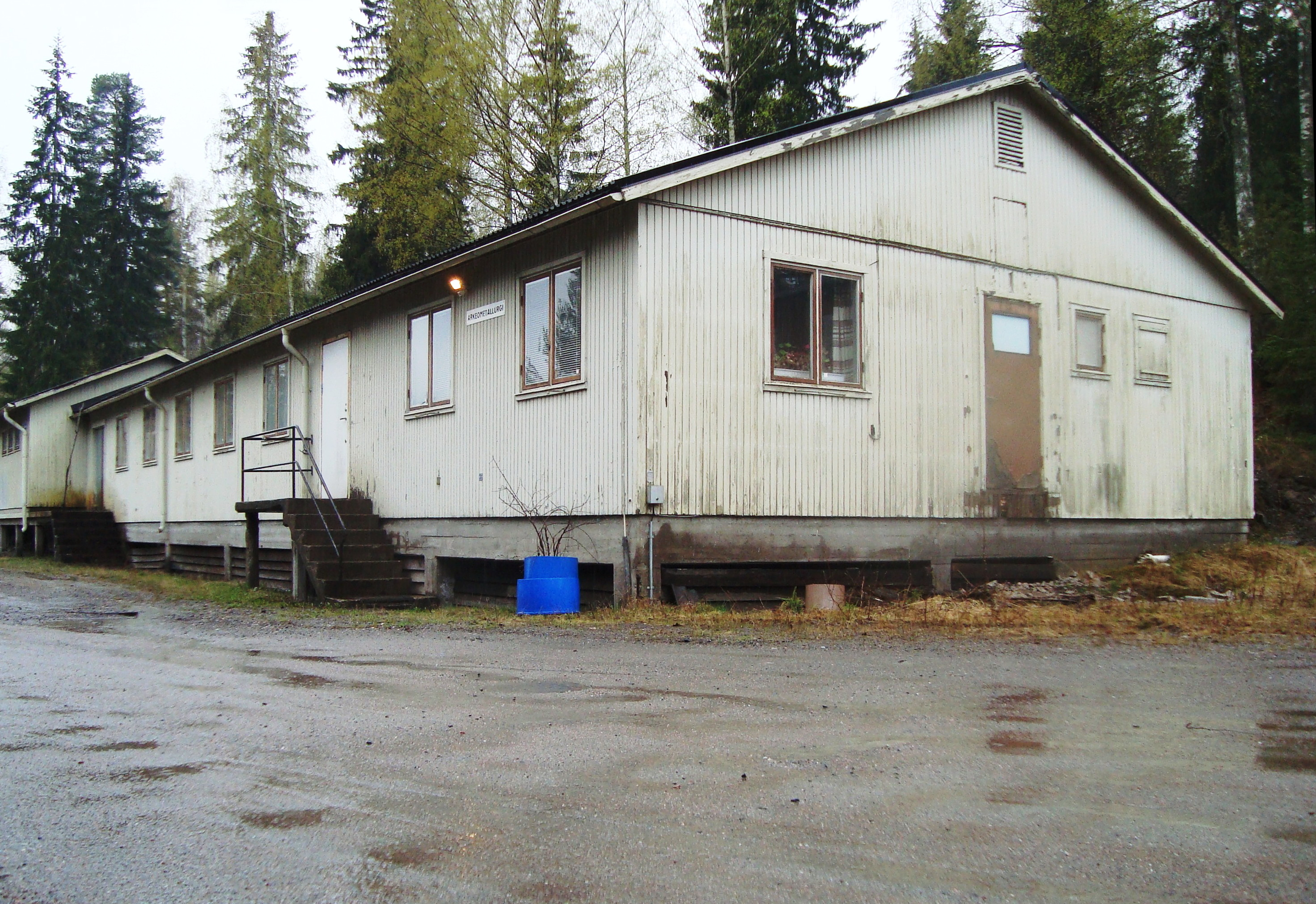
Arkeometallurgi.
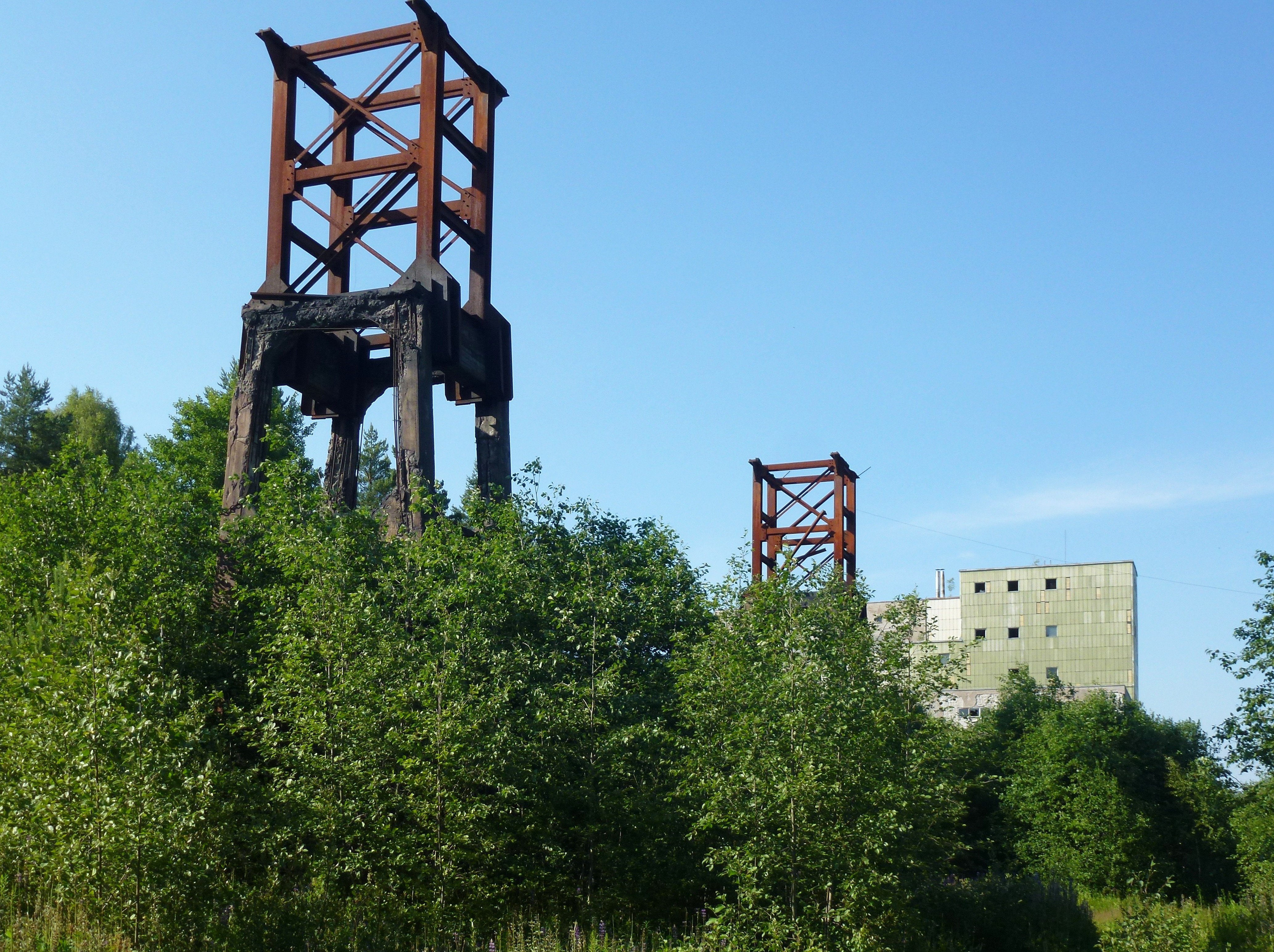
Pelarna till utfraktbana.
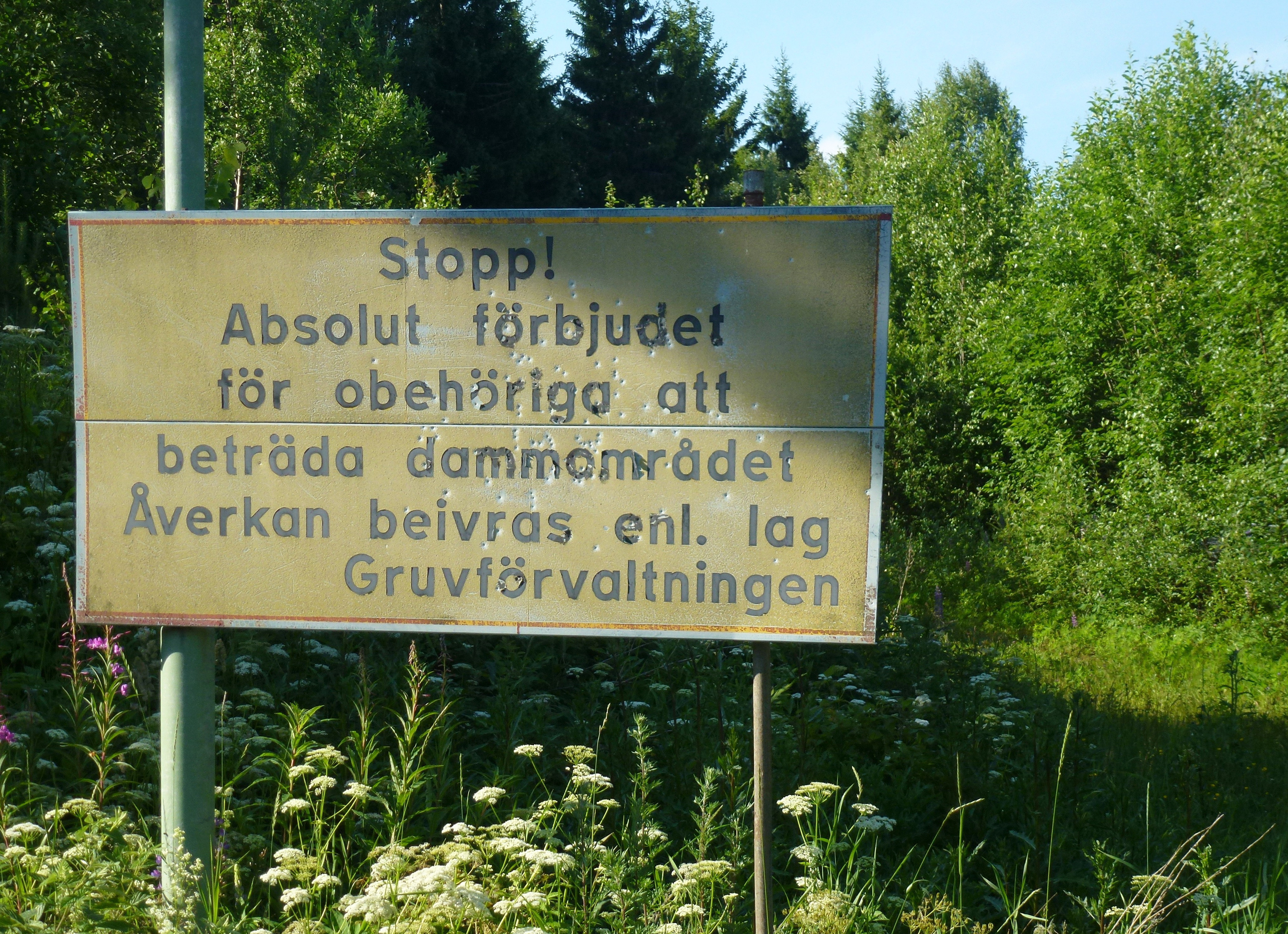
Varningsskylt.